# ジム・ナイドハート
ジム "ジ・アンヴィル" ナイドハート（Jim "The Anvil" Neidhart、本名：James Henry Neidhart、1955年2月8日 - 2018年8月13日）は、アメリカ合衆国のプロレスラー。カリフォルニア州モンテベロ出身。
1980年代半ばから1990年代にかけて、WWFを主戦場にブレット・ハートとのタッグチーム "ハート・ファウンデーション" などで活躍した。妻はスチュ・ハートの長女エリー・ハート、娘はWWE所属のナタリアことナッティ・ナイドハート。

## 来歴
NFLのオークランド・レイダースやダラス・カウボーイズに在籍した後、ハート・ファミリーの総帥スチュ・ハートのトレーニングを受け、1979年にカナダ・カルガリーのスタンピード・レスリングでデビュー。1981年10月には西ドイツのハノーバーに遠征し、スティーブ・ライト、ミレ・ツルノ、パット・ローチ、エイドリアン・ストリート、ビッグ・ジョン・クイン、ムース・モロウスキー、ザ・UFO、ゴロー・タナカなどと対戦している。
1982年4月にはスタンピード・レスリングとの提携ルートで新日本プロレスに初来日。当時は無名の存在だったため、ほとんど注目されることはなかったが、1983年1月の再来日時には、外国人エース格のブラックジャック・マリガンやマスクド・スーパースターのパートナーとなって時折メインイベントにも出場した。
ヒールのラフ&パワーファイターとして、1983年下期からはアメリカ南部にも進出。ルイジアナのMSWAでミスター・レスリング2号やテッド・デビアス、テネシーのCWAでジェリー・ローラーやオースチン・アイドルらと対戦してネームバリューを高める。MSWAでは1983年10月12日、ブッチ・リードと組んでジム・ドゥガン&マグナムTAを破り、ミッドサウス・タッグ王座を獲得。NWA圏のフロリダ地区では1984年8月12日にアンジェロ・モスカから南部ヘビー級王座を奪取し、10月3日にはクラッシャー・クルスチェフと組んでUSタッグ王座を獲得した。
1985年、スタンピード・レスリングがビンス・マクマホンに買収されたことに伴いWWFと契約。テネシーCWA時代の盟友ジミー・ハートをマネージャーに、同時期にWWF入りした義弟のブレット・ハートと"ハート・ファウンデーション" を結成。豪力派の強面ナイドハートと技巧派の二枚目ブレットという、パートナー同士が互いの個性を追求した新しいタイプのタッグチームとして頭角を現す（ナイドハートは自分達のことを「ブレットはポルシェ、俺はタンク」と表現していた）。1987年1月26日にはブリティッシュ・ブルドッグス（ダイナマイト・キッド&デイビーボーイ・スミス）からWWF世界タッグ王座を奪取。同年10月27日にストライク・フォース（ティト・サンタナ&リック・マーテル）に敗れるまで保持した。
1988年4月、同じヒール陣営にいたバッドニュース・ブラウンとブレットの対立アングルが組まれたことを機に、揃ってベビーフェイスに転向。デモリッション（アックス&スマッシュ）、ブレイン・バスターズ（タリー・ブランチャード&アーン・アンダーソン）、リズム&ブルース（ホンキー・トンク・マン&グレッグ・バレンタイン）、パワー&グローリー（ハーキュリーズ&ポール・ローマ）などのチームと抗争を展開する。1990年8月27日のサマースラム'90では、リージョン・オブ・ドゥームのフォローでデモリッションに勝利、WWFタッグ王者チームに返り咲いた。
しかし、翌1991年3月24日のレッスルマニアVIIでナスティ・ボーイズ（ジェリー・サッグス&ブライアン・ノッブス）に敗れ王座から陥落。その後チームを解散して、ブレットはシングルプレイヤーに転向。ナイドハートはブレットの実弟オーエン・ハートと新チーム "ニュー・ファウンデーション" を結成するがブレイクには至らず、1992年にWCWへ転出する。WCW在籍中の1992年8月には新日本プロレスに久々に来日、G1クライマックスのNWA世界ヘビー級王座決定トーナメントに出場した（1回戦で佐々木健介に敗退）。同年10月のSGタッグ・リーグ戦にもトム・ジンクと組んで参加している。
1994年6月19日、キング・オブ・ザ・リング'94で行われたブレット・ハート対ディーゼルのWWF世界ヘビー級王座戦において、王者ブレットのセコンドとしてWWFに復帰するが、試合に介入してヒールに転向。同年にヒールターンしていたオーエンと結託し、ブレットとの骨肉の争いを開始した。1996年にはフー（Who）なる覆面レスラーに変身したが、一時WWFを離脱してインディー団体を転戦。その後1997年、ブレットのヒール転向により再編されたハート・ファウンデーションのメンバーとして復帰する。しかし、同年11月9日のモントリオール事件を最後に、ブレットやデイビーボーイ・スミスと共にWCWへ移籍することになった。
WCWでは『マンデー・ナイトロ』にてクリス・ジェリコが保持していた世界TV王座にも挑戦したが、ミッドカードのポジションから脱することはできず、1998年に解雇されている。その後はセミリタイア状態となり、インディー団体に単発的に出場。2000年代に入り、WWEの下部団体OVWで若手選手のコーチを務めていたこともあった。2007年12月10日には『RAW』15周年記念大会のオールドタイマーによるバトルロイヤルに出場している。
2009年11月12日、TNAの『iMPACT!』に登場、ジェイ・リーサルから勝利を収めた。2010年4月26日にはオンタリオ州のCWI（チャンピオンシップ・レスリング・インターナショナル）にて、WWF時代の盟友ブルータス・ビーフケーキとCWIヘビー級王座を争った。
2018年8月13日、63歳で死去。死因は長年患っていたアルツハイマー病の発作による転倒だった。
2019年4月6日、ブレット・ハートとの "オリジナル" ハート・ファウンデーションとしてWWE殿堂に迎えられた。ニューヨーク州ブルックリンのバークレイズ・センターで開催された殿堂入り式典では、娘のナタリアがインダクターを務めた。

## 得意技
- ハート・アタック（ハート・ファウンデーション時代の合体技。ナイドハートがベアハッグで捕えた相手に、ブレット・ハートがエプロンサイドからトップロープ越しにダイビング・ラリアットを放つ）
- アンヴィル・フラットナー（パワースラム）
- アンヴィライザー（スイング式コブラ・クラッチ）
- アバランシュ・ホールド
- ショルダー・ブロック
- ドロップキック

## 獲得タイトル
スタンピード・レスリング

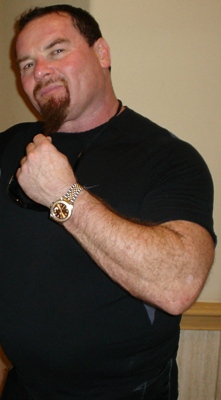
ジム "ジ・アンヴィル" ナイドハート（2005年）

- インターナショナル・タッグ王座：2回（w / ヘラクレス・アヤラ、ミスター・ヒト） [27]

ミッドサウス・レスリング・アソシエーション
- ミッドサウス・タッグ王座：1回（w / ブッチ・リード）[10]

チャンピオンシップ・レスリング・フロム・フロリダ
- NWA南部ヘビー級王座（フロリダ版）：1回 [11]
- NWA USタッグ王座（フロリダ版）：1回（w / クラッシャー・クルスチェフ） [12]

ワールド・レスリング・フェデレーション / エンターテインメント
- WWF世界タッグ王座：2回（w / ブレット・ハート） [13][14]
- WWE殿堂：2019年（ハート・ファウンデーションとして）[25]

インディー
- MEWFヘビー級王座：1回
- PWFヘビー級王座：1回
- PWOタッグ王座：1回（w / グレッグ・バレンタイン）
- MCW南部タッグ王座：1回（w / ブルー・ミーニー）

## エピソード
- 娘のナタリアによると、ナタリアの高校時代は下校時間になるとオートバイで迎えに来るほどの親バカであった（叔父のブレットも過保護でやさしかったという）。また、当初はレスラーになることは反対だったとのこと。